# Emelia
Emelia är en fransk form av kvinnonamnet Amalia som i sin tur är en latinsk form av gotiska namn som börjar på Amal. Amal betyder verksam. Namnet har funnits i Sverige sedan början av 1800-talet.
Den 31 december 2014 fanns det totalt 2 122 kvinnor folkbokförda i Sverige med namnet Emelia, varav 334 bar det som tilltalsnamn.
Namnsdag: saknas

## Personer med namnet Emelia
- Emelia Hansson, svensk skådespelare